# Кривенко Микола Кіндратович
Микола Кіндратович Кривенко (нар.1894 — пом.1 березня 1938) — хорунжий Армії УНР, військовий льотчик.

## Біографія
Народився у с. Тиниця Бахмацького повіту Чернігівської губернії. Закінчив 2-класне училище, склав іспит за 6 класів реального училища.

## Служба у Російській армії
У грудні 1914 р. мобілізований до російської армії, служив у солдатській команді Гатчинської військової авіаційної школи, пізніше закінчив солдатське відділення цієї школи, став льотчиком. З літа 1916 р. воював у складі 3-го армійського авіаційного загону. У березні 1917 р. за 50 годин бойових польотів дістав звання прапорщика, наприкінці року демобілізований.

## Служба вАрмії УНР
1918 р. приєднався до Національного союзу, був одним з організаторів повстання проти влади гетьмана П. П. Скоропадського на Чернігівщині. У грудні перебував у складі 1-ї Козацько-стрілецької (Сірожупанної) дивізії, згодом — помічник житомирського губернського коменданта, співробітник військово-наукового відділу Генштабу УНР. З серпня 1919 р. перебував у Німеччині, де як військовий експерт належав до складу посольства УНР у Берліні.

## Повернення в УРСР
У 1923 р. повернувся до України. Працював референтом ВСНХ УРСР і був таємним співробітником ДПУ. Заарештований у Харкові за справою «Українського Національного Центру» 6 листопада 1930. Засуджений 7 лютого 1932 до 3 років позбавлення волі. Термін відбував у ДмитровЛАГу. Під час перебування в таборах перейшов на адміністративні посади у системі ГУЛАГ. Працював начальником фінансової частини ВязємЛАГу.
Знов заарештований 15 серпня 1937, засуджений 5 січня 1938 до страти.